# Plestiodon copei
Espèce
Synonymes
- Eumeces copei Taylor, 1933

Statut de conservation UICN

 LC  : Préoccupation mineure
Plestiodon copei est une espèce de sauriens de la famille des Scincidae.

## Répartition

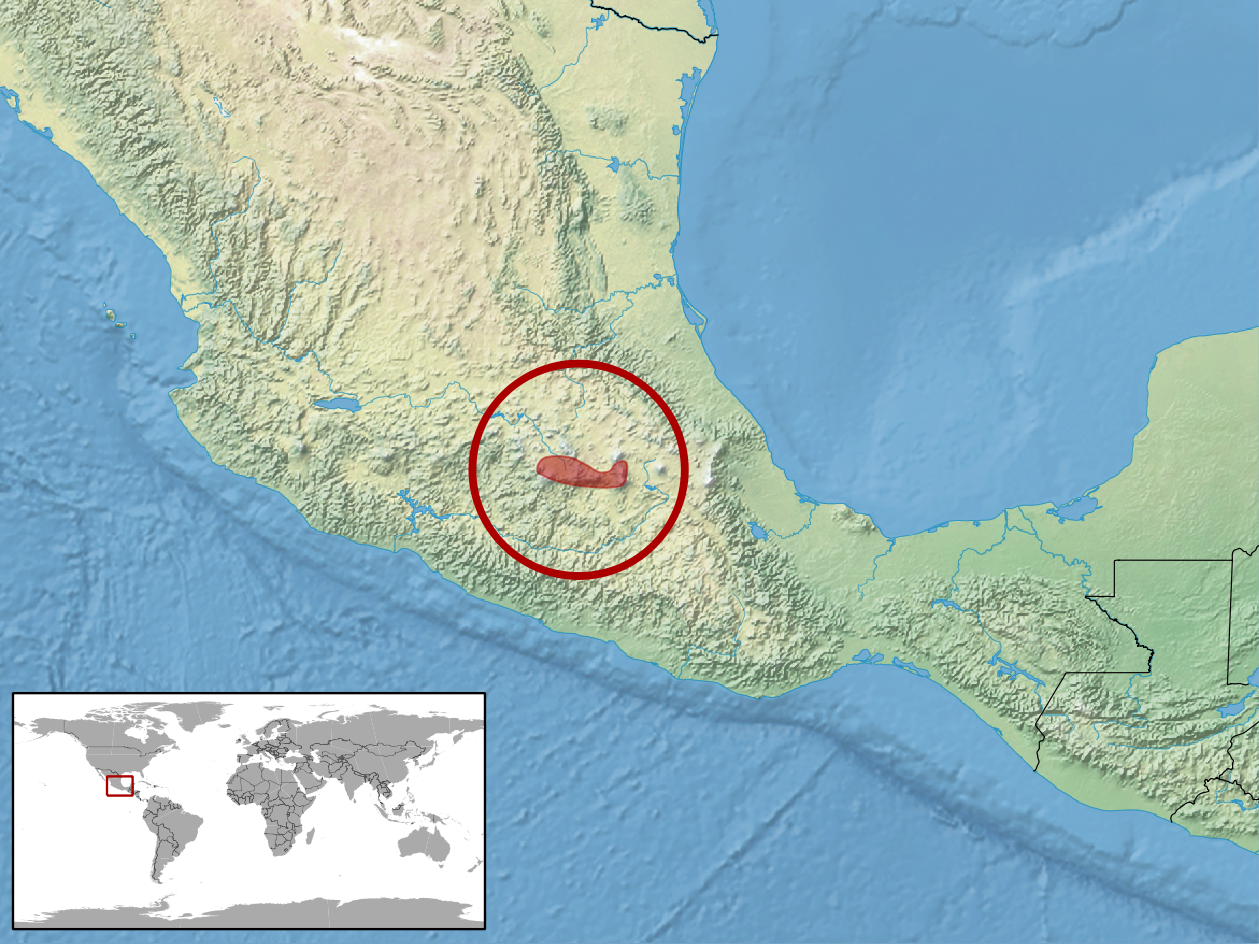
Répartition de l'espèce.

Cette espèce est endémique du Mexique. Elle se rencontre dans les États de Puebla, du District fédéral, du Morelos et du Michoacán.

## Étymologie
Cette espèce est nommée en l'honneur d'Edward Drinker Cope.

## Publication originale
- Taylor, 1933 : Two new Mexican skinks of the genus Eumeces. Proceedings of the Biological Society of Washington, vol. 46, p. 129-138 (texte intégral).